# Sarlós fütyülőlúd
A sarlós fütyülőlúd (Dendrocygna eytoni) a lúdalakúak (Anseriformes) rendjébe, ezen belül a récefélék (Anatidae) családjába, a fütyülőludak (Dendrocygninae) alcsaládjába tartozó faj.

## Előfordulása
Ausztrália északi és keleti részén, Indonéziában és Pápua Új-Guineában él. Csapatokban, vizek közelében érzi jól magát.

## Megjelenése
Hossza 60 centiméter, testsúlya 1 kilogramm. Feje, hosszú nyaka és begye sárgásbarna, hasi részein dísztollak vannak. Háta barna. Csőre narancssárga, fekete foltokkal.
Hangja a többi fütyülőlúdhoz hasonlóan jellegzetes, három hangból álló dallamos fütty.

## Életmódja
Többnyire a nagyobb nyílt vízfelületekhez kötődik, kiszáradás esetén tovább vándorol. Növényi részekkel és magvakkal, füvekkel táplálkozik.

## Szaporodása
Párzási időszakuk általában a nedves hónapokra esik, általában januártól márciusig, de eltolódhat áprilisig vagy akár májusig is. Egy fészekalja van egy szezonban. Fészkét bokrok védelmében, kisebb mélyedésekbe építi, növényi anyagokból. Fészekalja 10–12 tojás, a költési idő 30 nap. Hűséges a párjához.

## Képek

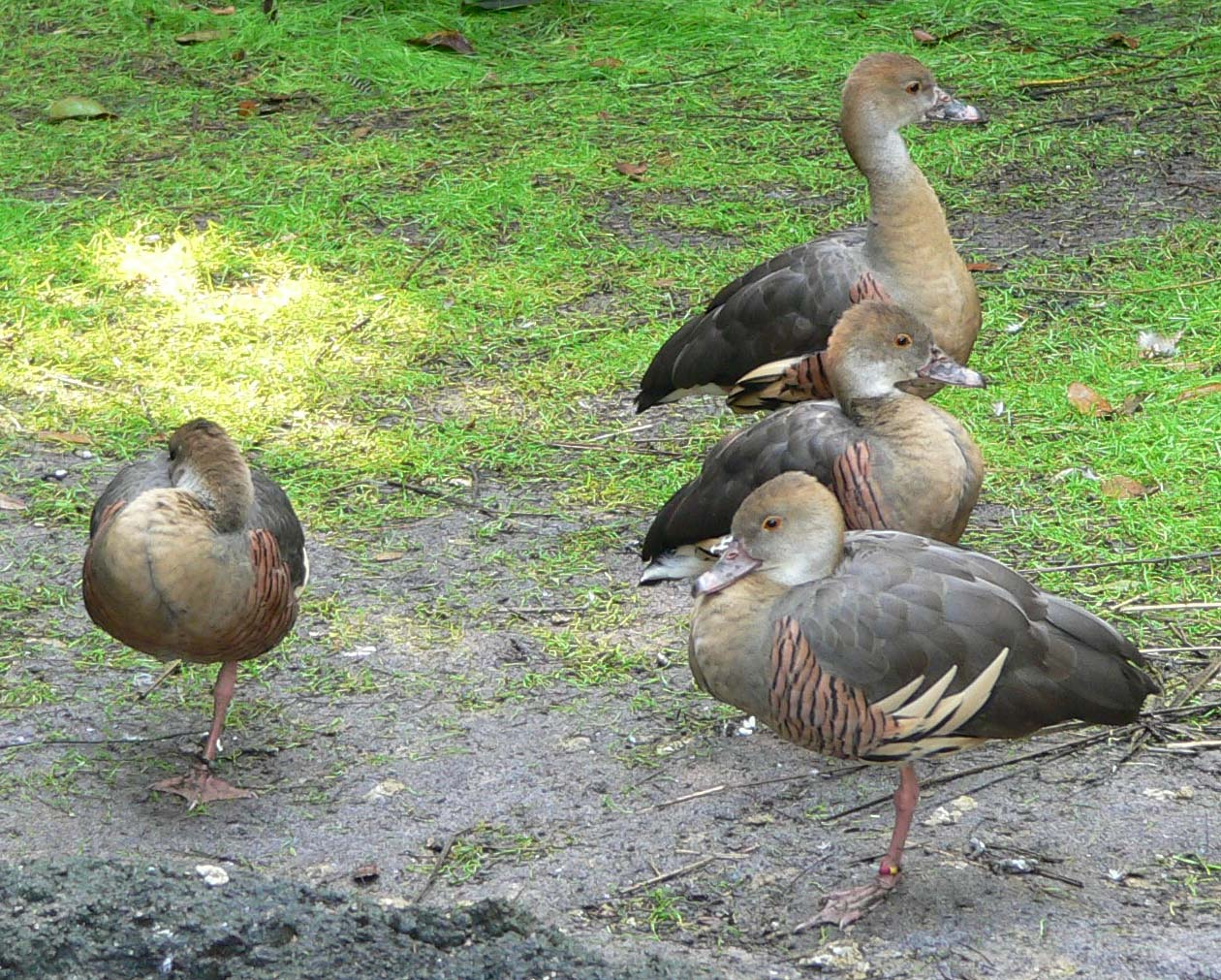
Sarlós fütyülőludak
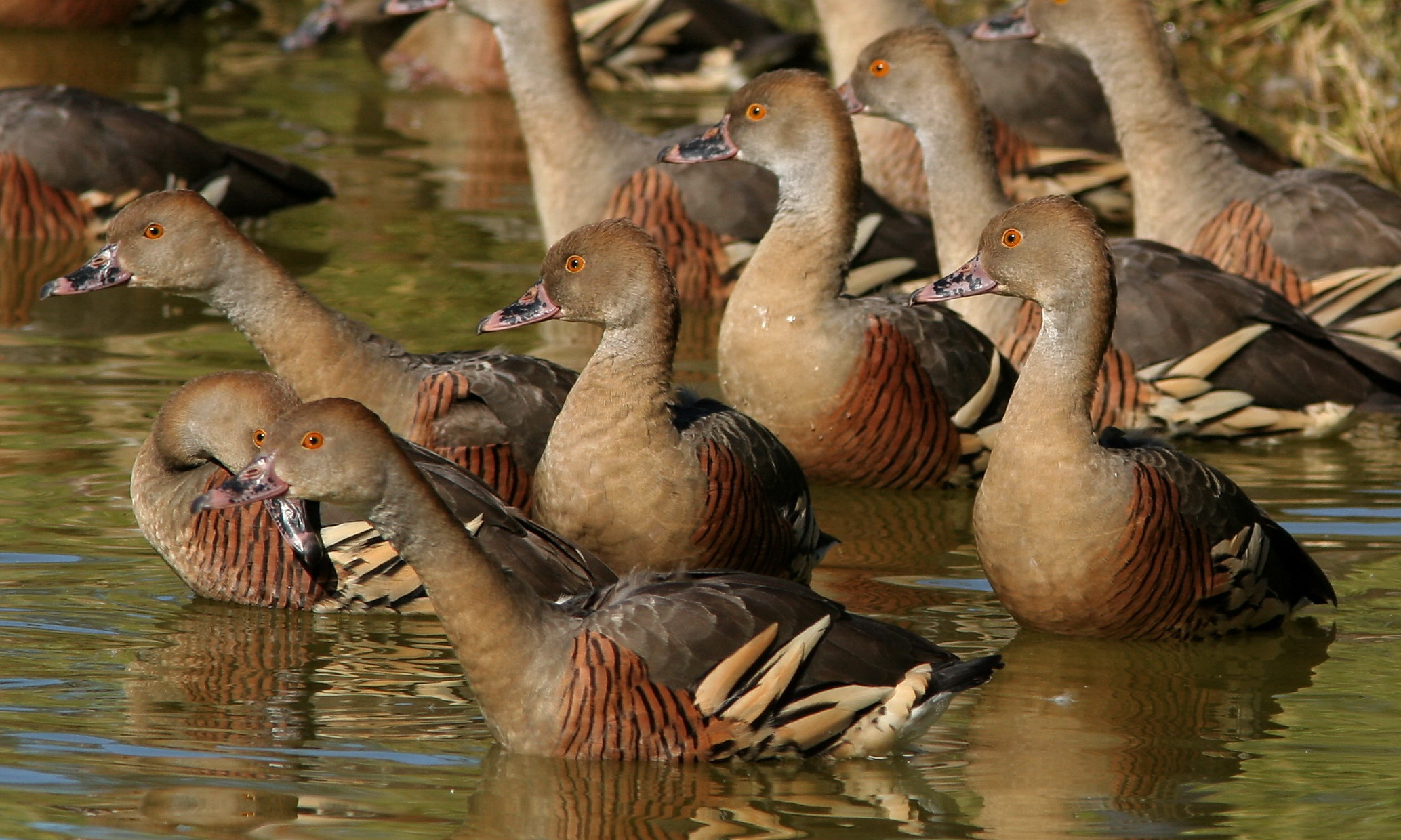
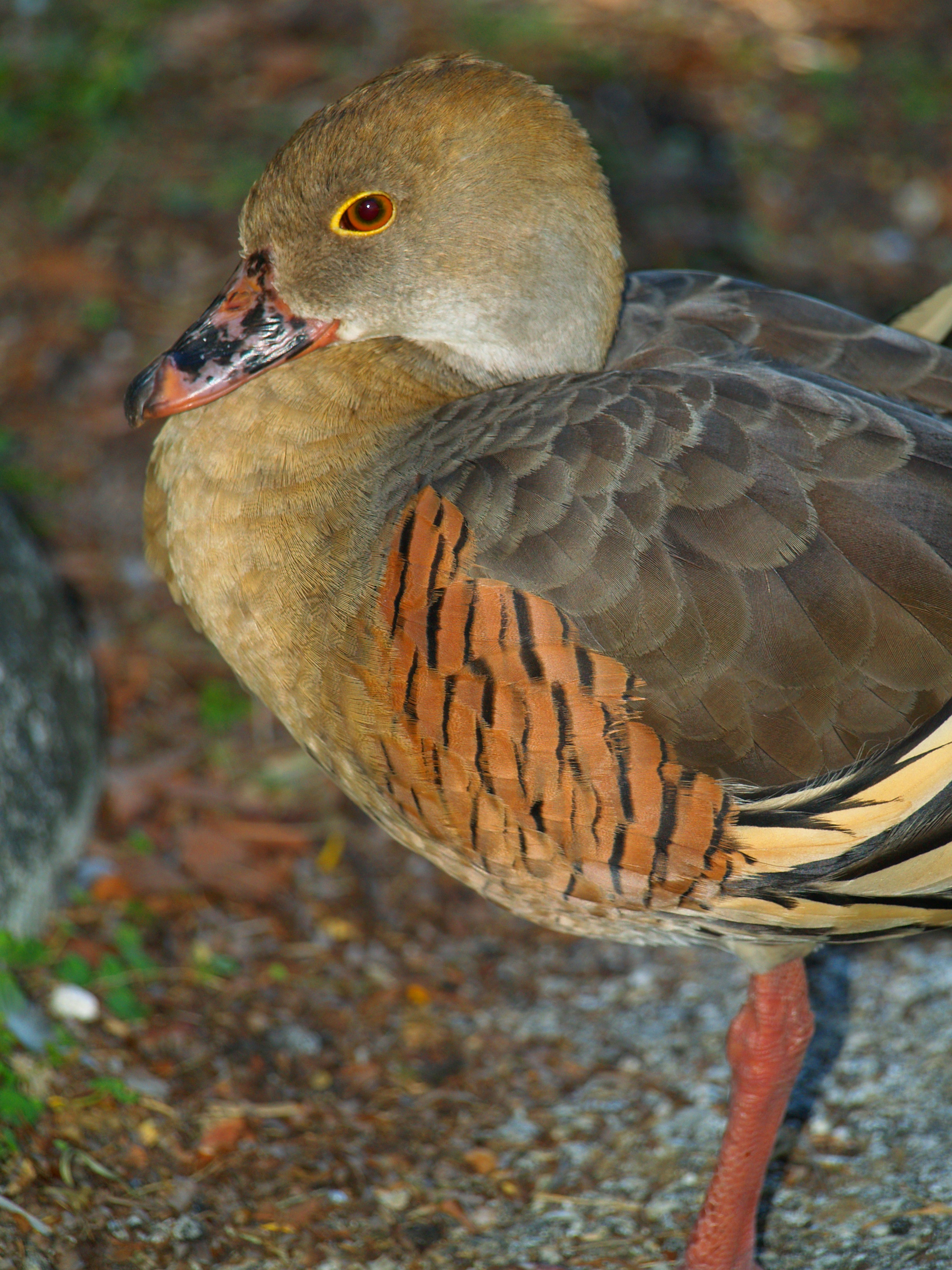